# تشارلي غولدمان
تشارلي غولدمان (22 ديسمبر 1887 بوارسو في بولندا - 11 نوفمبر 1968) هو ملاكم أمريكي.